# Il lupo e l'agnello
Il lupo e l'agnello è un film del 1980 diretto da Francesco Massaro.

## Trama
Leon De Paris, parrucchiere francese sposato con Ivana, padre di Ursula e Suni, lavora in un salone romano vicino a piazza di Spagna. Per poter essere assunto, anni prima iniziò a fingersi omosessuale sul posto di lavoro dietro esplicita richiesta dell’allora futura suocera Fanny, che poi gli fece sposare Ivana. Costretto a vivere con suocera, moglie e due figlie sotto lo stesso tetto, viene continuamente umiliato a casa e sul lavoro, per colpa di una sua scappatella con Sonia, una donna polacca, alla quale aveva dato 150 milioni di lire, che la donna si tenne lasciando Leon malgrado la promessa di scappare insieme. Per recuperare i soldi Fanny gli trattiene lo stipendio e gli impone tutti i lavori di casa. Tutto questo cessa quando, improvvisamente, un ladro chiamato Er Cuculo fa irruzione nella villa mentre Leon è fuori con il cane a passeggio.
Tornato a casa e vedendo il ladro Leon si spaventa, ma in seguito, e dopo giorni di divertenti peripezie, sfrutta quell'occasione a suo vantaggio per far tacere definitivamente suocera, moglie e figlie ed essere finalmente trattato come un padre di famiglia.
I giorni seguenti Er Cuculo, insieme a Er Trippa, un altro suo "collega" entrato di soppiatto nella villa, riuscirà a scovare l’oro che Fanny nascondeva, e così Leon e Er Cuculo scappano in Francia per vivere una vita di eccessi e svaghi insieme a Suni, la figlia più piccola di De Paris, nascostasi nella macchina d'Er Cuculo.